# Montorgiali
Montorgiali est une frazione située sur la commune de Scansano, province de Grosseto, en Toscane, Italie. Au moment du recensement de 2011 sa population était de 162 habitants.

## Géographie
Le village de Montorgiali est situé à nord-ouest de le chief-lieu municipal, dans le collines de l'Albegna et de la Fiora, à environ 20 km de Grosseto.

## Monuments
- Église San Biagio, église paroissiale[1],[2]
- Sanctuaire de San Giorgio[1]
- Château de Montorgiali (XIIe siècle)[1]